# Encentrum sutor
Encentrum sutor är en hjuldjursart som beskrevs av Wiszniewski 1936. Encentrum sutor ingår i släktet Encentrum och familjen Dicranophoridae. Inga underarter finns listade i Catalogue of Life.